# Famille Ribière
Pour l’article ayant un titre homophone, voir Ribière.
Ribière est le patronyme d'une ancienne famille française établie à Sépeaux (Yonne) au XVIIe siècle. Elle a donné au XIXe siècle et au XXe siècle plusieurs hommes politiques.
Cette famille remonte à Jean Ribier, Ribière ou encore Rivière (1635-1707), maître chirurgien aux Ormes, père de Nicolas Ribier (1667-1717), maréchal-ferrant, lui-même père et grand-père de maréchaux-ferrants et arrière-grand-père du suivant :

## Membres
- Pierre-Nicolas Ribière (1760-1825), sergent en La prévôté, maire de Sépeaux puis huissier royal près le tribunal civil de Joigny. Époux de Catherine-Geneviève Corus, fille d'un marchand bourgeois.
  - Pierre-Hippolyte Ribière (1789-1855), notaire royal, maire de Champlay, électeur censitaire à Auxerre. Époux (1821) de Rosalie Savatier-Laroche (1802-1879), fille de Étienne Savatier-Laroche (1758-1836), avocat et député en 1789, conseiller municipal d'Auxerre et sœur du député Pierre-François Savatier-Laroche (1804-1879).
    - Charles-Hippolyte Ribière (1822-1885), docteur en droit, homme politique, préfet et sénateur de l'Yonne. Époux (1851) d'Augustine Croiset (1833-1893), fille de Pierre-Henry (1787-1862), industriel, maire de Pourrain, électeur censitaire.
      - Marcel Ribière (1860-1922), avocat, conseiller d'État, maire d'Auxerre, député puis sénateur de l'Yonne. Époux de Julie Parent (1864-1930), fille de Alfred-Isidore-Honoré (1821-1880), industriel.
        - Hippolyte-Julien Ribière (1857-1887), percepteur à Pau, sans alliance.
        - Marie-Léonie-Pauline Ribière (1854-1923), épouse d'Étienne Flandin (1853-1922), député, sénateur et Résident général de France en Tunisie.
          - Pierre-Étienne Flandin (1889-1958), député, ministre, président du Conseil des ministres français.

        - Marcel (II) Ribière (1892-1986), conseiller d'État, préfet et homme politique. Époux de Suzanne Élise Laurence Poisson.
          - René Ribière (1922-1998), préfet, député. Époux de Magdeleine-Jeanne-Paulette Darce, sans postérité.

        - Simone-Augustine Ribière (1894-1977), épouse (1919) de Léon Noël (1888-1987), conseiller d'État, ambassadeur de France, homme politique, 1er président du Conseil constitutionnel.
        - Roger Ribière (1885-1964), docteur en droit, lieutenant aviateur pendant la grande Guerre, inspecteur des finances, directeur du Crédit national, conseiller général de l'Yonne, industriel, commandeur de la Légion d'honneur (1935), croix de guerre.
        - Jean Ribière, mort pour la France durant la Première Guerre mondiale.

    - Marie Ribière, épouse de Étienne-Germain Lavollée (†1906), juge de paix, maire de Toucy.
    - Joséphine-Rosalie Ribière, épouse de Gabriel-Joseph-Charles-Henri Mocquot (1815-1856), avoué à Auxerre, petit-fils, fils et père de chirurgien.

  - Elie-Alexandre Ribière, notaire à Champlay (fl. 1828-1830).

## Pour approfondir